# Resolució 142 del Consell de Seguretat de les Nacions Unides
La Resolució 142 del Consell de Seguretat de les Nacions Unides, aprovada per unanimitat el 7 de juliol de 1960, després d'examinar l'aplicació de República del Congo (Léopoldville) (actualment República Democràtica del Congo) per a ser membre de les Nacions Unides, el Consell va recomanar a l'Assemblea general que la República del Congo fos admesa.